# Wiehler Tropfsteinhöhle
Die Wiehler Tropfsteinhöhle liegt etwa einen Kilometer südlich von Wiehl im Oberbergischen Kreis in Nordrhein-Westfalen (Deutschland) an der Straße von Wiehl nach Nümbrecht. Das Gangsystem ist 868 m lang.

## Siehe auch

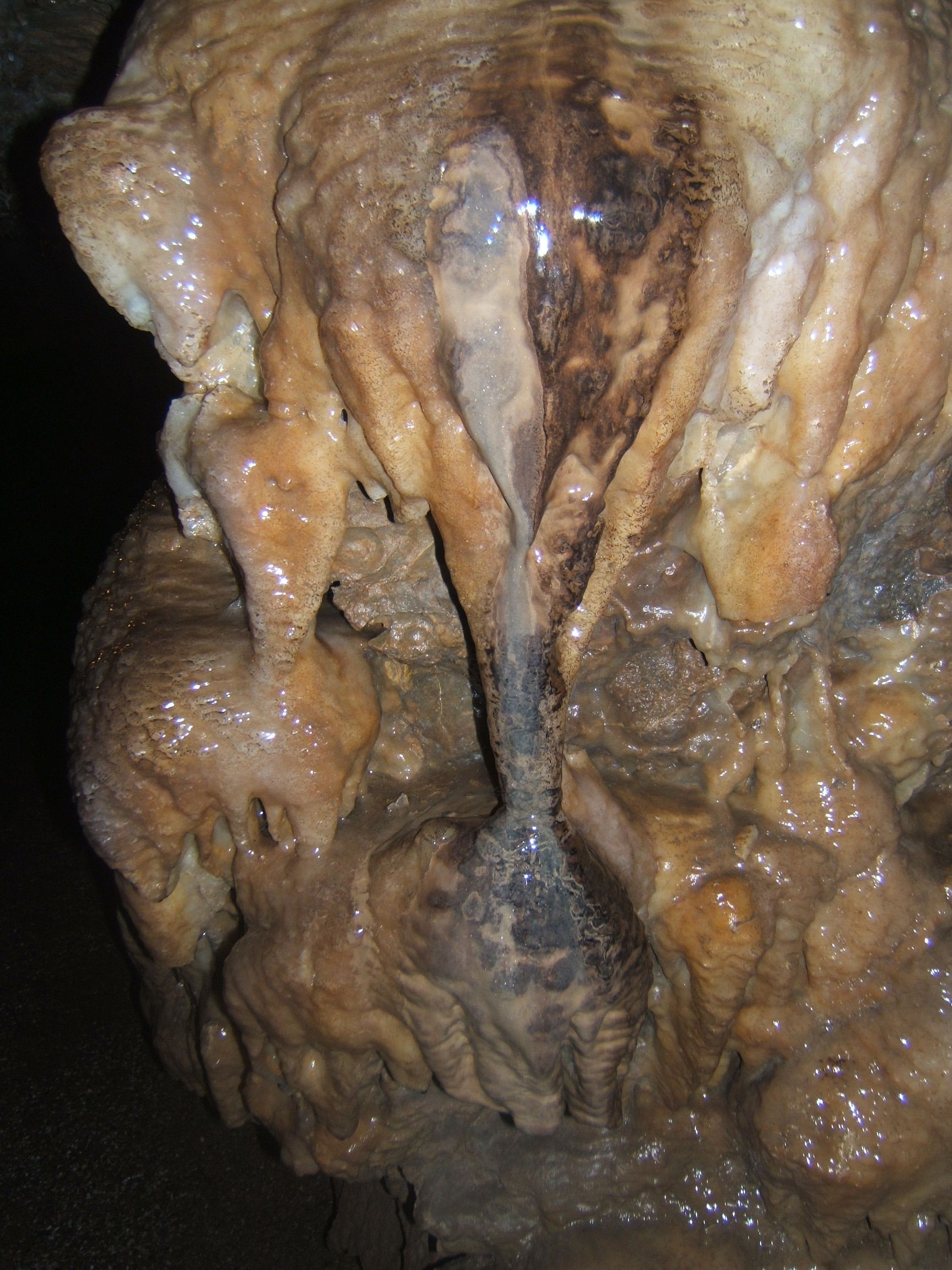
„Elefant“ genannte Formation
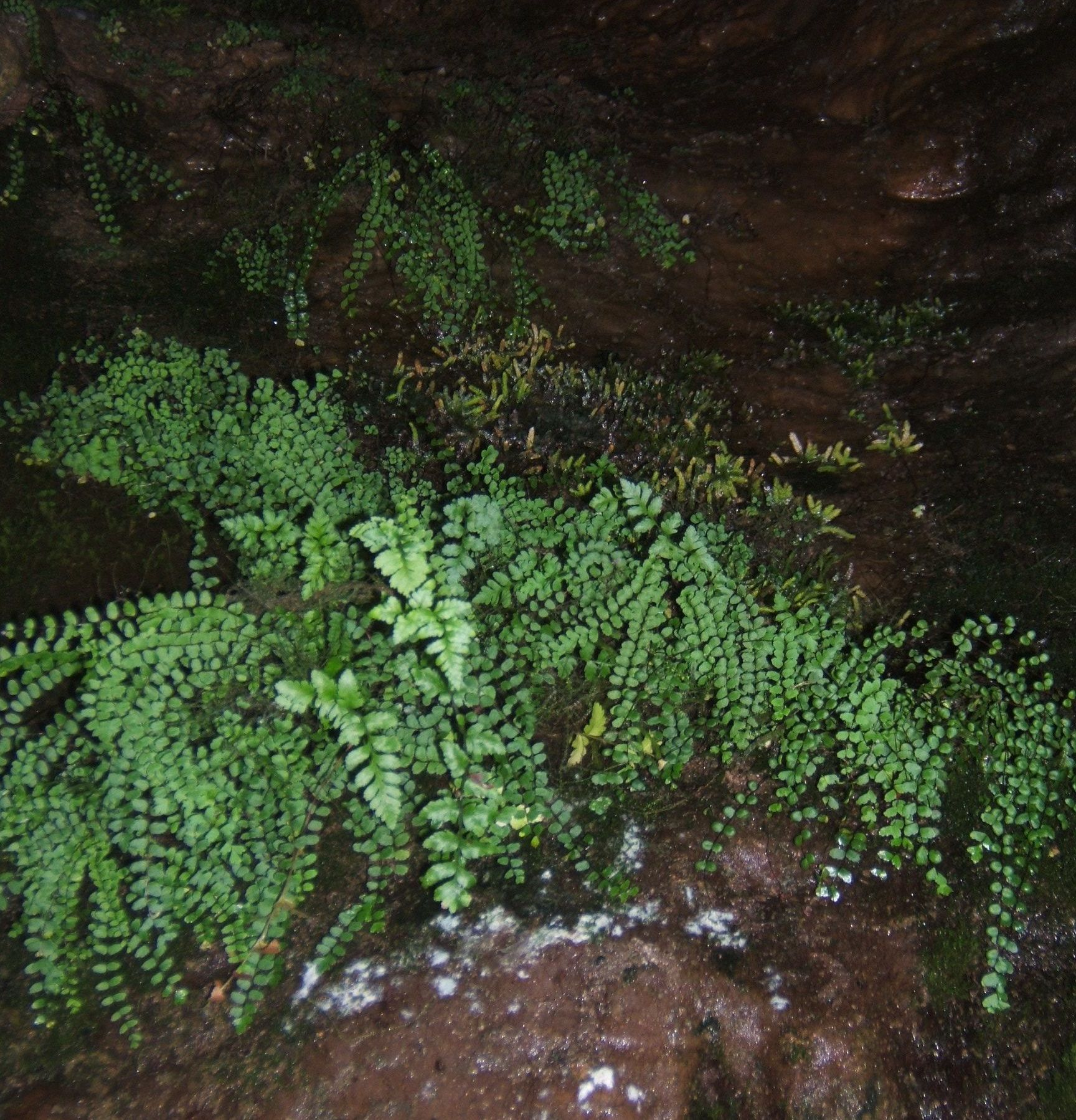
Farn
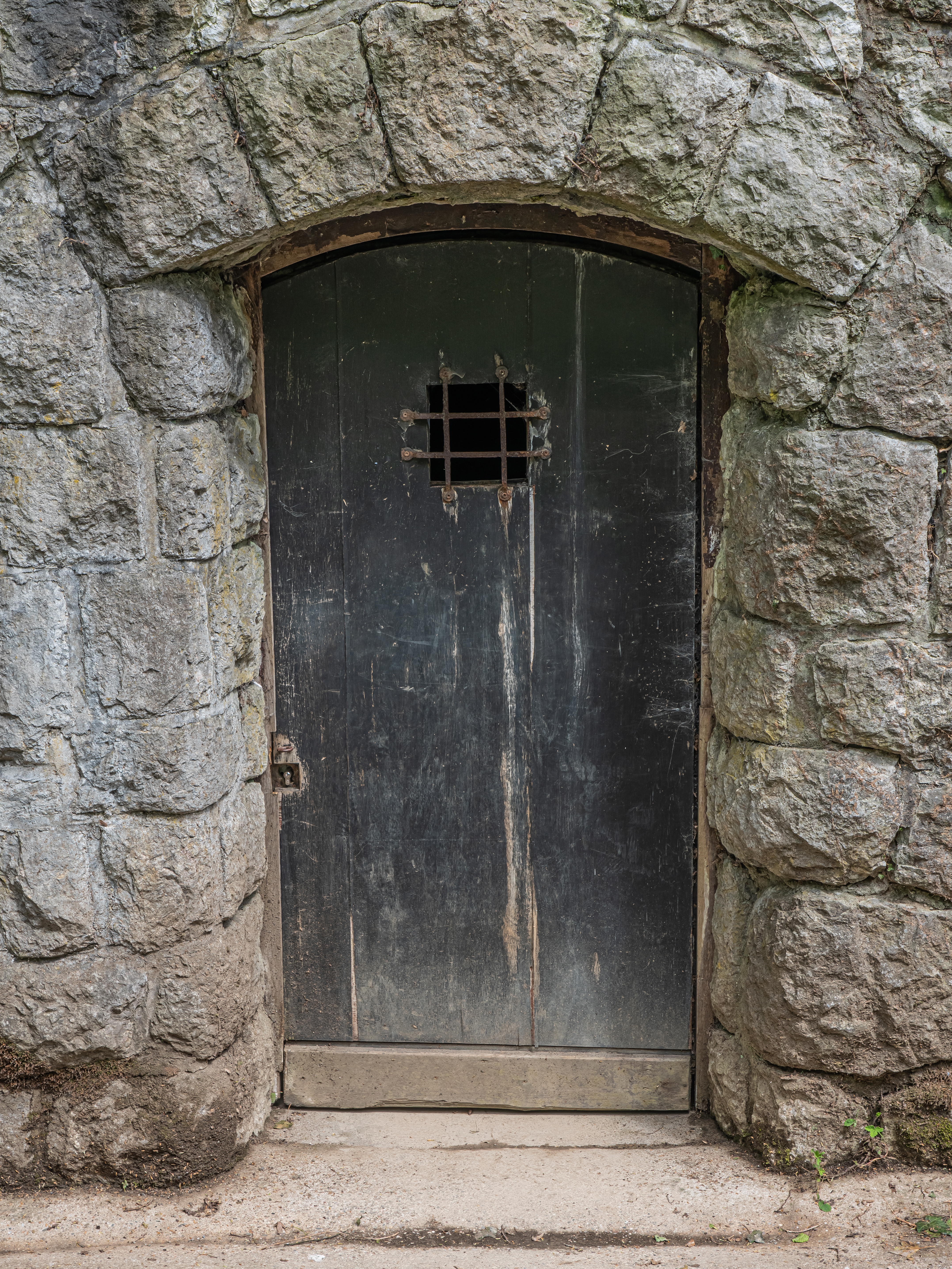
Eingangstür zur Höhle

## Geschichte
Die Tropfsteinhöhle wurde 1860 bei Sprengungen in einem Steinbruch entdeckt. Dabei entdeckte Kalksteingebilde blieben aber lange unbeachtet. In der Zeit großer Arbeitslosigkeit wurde ihre Erschließung 1926/27 im Rahmen öffentlicher Notstandsarbeiten (Arbeitsbeschaffungsmaßnahmen) durchgeführt. Große Teile der Höhle waren mit Höhlenlehm gefüllt, der entfernt werden musste. Teilweise ist der Gangverlauf noch immer nicht genau bekannt, da der Schlamm nicht restlos beseitigt wurde.
Seit 1997 wird die Höhle wissenschaftlich betreut durch den Arbeitskreis Kluterthöhle, welcher in der Zeit vom 24. Januar bis 28. März 1998 eine Neuvermessung durchführte.

## Gestein
Um die Höhle herum befindet sich ein isoliertes Kalksteinnest, welches von Sandstein und Tonschiefer umgeben ist. Man findet in diesem Gestein zahlreiche Versteinerungen von Korallen und Muscheln, da es sich um ein versteinertes Korallenriff aus dem Devonmeer handelt.

## Besonderheiten
Die Wiehler Tropfsteinhöhle ist mit elektrischem Licht ausgestattet und es werden Führungen angeboten. Die Stadt Wiehl führt in der Höhle Trauungen durch. Bedingt durch die hohe Luftfeuchtigkeit wachsen in der Höhle Moose, Farne und Flechten.